# Federico Castaing
Federico Eduardo Castaing (28 de mayo de 1960) es un jinete argentino que compitió en la modalidad de concurso completo. Ganó una medalla de plata en los Juegos Panamericanos de 1995, en la prueba individual.

## Palmarés internacional
| Juegos Panamericanos | Juegos Panamericanos      | Juegos Panamericanos | Juegos Panamericanos |
| Año                  | Lugar                     | Medalla              | Categoría            |
| -------------------- | ------------------------- | -------------------- | -------------------- |
| 1995                 | Mar del Plata (Argentina) | Medalla de plata     | Individual           |